# Иосиф (габара)
«Иосиф» или «Святой Иосиф» — габара Черноморского флота Российской империи, одна из трёх габар типа «Валериан».

## Описание судна
Одна из трёх парусных габар типа «Валериан». Длина судна составляла 37,4 метра, ширина — 10,5 метра, а осадка 5 метров. Артиллерийское вооружение на судно не устанавливалось.

## История службы
Габара «Иосиф» была спущена на воду со стапеля Кичкасской верфи в 1790 году и в том же году была включена в состав Черноморского флота России.
С 1791 по 1802 год использовалась для грузовых перевозок между портами Чёрного и Азовского морей.
В кампанию 1803 года совершила плавание из Севастополя в Мессину и обратно. В следующем 1804 году совершила плавание из Севастополя в Испанию, откуда вернулась в октябре того же года с грузом скота, состоявшем из пяти лошадей и восьмидесяти баранов, и стала на карантин на рейде. Утром 11 (23) октября 1804 года габара снялась с якоря и взяла курс на выход из Карантинной бухты. Внезапно налетевшим шквалом судно начало клонить к банке, и габара, задержавшись на вольной воде, начала цеплять дно ахтерштевнем. Для облегчения судна на нем срубили грот- и бизань-мачты, однако сменившимся ветром после недолгого дрейфа габару все же выбросило на мель на выходе из бухты.
Во время кораблекрушения экипажу судна удалось спастись в полном составе, а сама габара позже была разобрана.

## Командиры судна
Командирами габары «Иосиф» в составе Российского императорского флота в разное время служили:
- лейтенант М. И. Миницкий (1798—1799 годы)[11];
- капитан-лейтенант А. Э. Палеолог (1801—1802 годы)[12];
- лейтенант, а с 12 (24) июня 1804 года капитан-лейтенант А. И. Томиловский (1803—1804 годы)[9].